# Pollux b
Pollux b, également nommée Thestias et aussi connue comme Beta Geminorum b (ou en abrégé β Gem b) et HD 62509 b, est une planète extrasolaire (exoplanète) confirmée en orbite autour de Pollux, l'étoile la plus brillante de la constellation zodiacale des Gémeaux, située à une distance d'environ 10,3 parsecs (~33.78 al) du Soleil.